# Jämtbygdens tingsrätt
Jämtbygdens tingsrätt var en tingsrätt i Jämtlands län. Jämtbygdens tingsrätts domsaga omfattade Bräcke kommun, Krokoms kommun, Ragunda kommun, Strömsunds kommun och Åre kommun. Tingsrätten och dess domsaga ingick i domkretsen för Hovrätten för Nedre Norrland. Tingsrätten hade kansli i Östersund och tingsställen i Östersund och Strömsund. År 1982 uppgick tingsrätten och domsagan i Östersunds tingsrätt och domsaga.

## Administrativ historik
Vid tingsrättsreformen 1971 bildades denna tingsrätt i Östersund av  ur häradsrätterna för Jämtlands västra domsagas tingslag, Jämtlands östra domsagas tingslag och Jämtlands norra domsagas tingslag som var placerade i ett gemensamt hus där. Domsagan bildades av delar av Jämtlands västra domsagas tingslag, Jämtlands östra domsagas tingslag och Jämtlands norra domsagas tingslag och bestod av Alsens, Bräcke, Fors, Frostvikens, Föllinge, Hallens, Hammerdals, Kalls, Kälarne, Mörsils, Offerdals, Ragunda, Revsunds, Rödöns, Ströms, Stuguns, Undersåkers och Åre kommuner. 1974 sammanslogs dessa kommuner till Bräcke kommun, Krokoms kommun, Ragunda kommun, Strömsunds kommun och Åre kommun. Samtidigt överfördes den före detta Fjällsjö kommun (från 1974 del av Strömsunds kommun) till tingsrättens domsaga från Sollefteå domsaga.
Tingsrätten och domsagan uppgick 1 januari 1982 i Östersunds tingsrätt och domsaga.

## Lagmän
- 1971-1978: Thord Melin
- 1979-1981: Anders Palm